# Jesús Marriaga
Jesús Adalberto Marriaga Montalvo (Cartagena de Indias, 17 de diciembre de 1998) es un beisbolista colombiano que juega como jardinero en la organización de Arizona Diamondbacks en las Ligas Menores de Béisbol de Clase Rookie.

## Carrera en Ligas Menores
El 4 de junio de 2016 inició temporada en la Dominican Summer League con el segundo equipo de DSL Diamondbacks pasando el 22 de agosto al primer equipo donde cerro la temporada con 64 juegos, 42 carreras anotadas, 70 hits, 10 dobles, 4 triples, 23 carreras impulsadas y 24 bases robadas con un promedio de bateo de .237 AVG. El 24 de junio de 2017 asciende al AZL Diamondbacks de la Arizona League disputando 51 juegos, anotando 28 carreras, 38 hits, 7 dobles, 5 triples, 15 carreras impulsadas 11 bases robadas. El 15 de junio de 2018 pasó al Missoula Osprey de la Pionner League disputando 43 juegos, anotando 29 carreras 46 hits, 7 dobles, 10 carreras impulsadas y 12 bases robadas con un promedio de bateo .271 AVG.

## Copa Mundial Sub-23
En 2018 disputó todos los juegos con la Selección de béisbol de Colombia anotando 6 carreras, 6 hits, 2 dobles e impulsando 2 carreras con un promedio de bateo de .240 AVG.

## Liga Colombiana de Béisbol Profesional
- Subcampeón: (1) con Toros de Sincelejo (2016-17)

### Estadísticas de bateo en Colombia
| Año     | Equipo              | Liga | VB | C | Hits | HR | CI | BA   | BR |
| ------- | ------------------- | ---- | -- | - | ---- | -- | -- | ---- | -- |
| 2015-16 | Tigres de Cartagena | LCBP | 6  | 0 | 2    | 0  | 0  | .333 | 0  |
| 2016-17 | Toros de Sincelejo  | LCBP | 28 | 1 | 3    | 0  | 1  | .107 | 0  |
| Total   |                     |      | 34 | 1 | 5    | 0  | 1  | .147 | 0  |